# 益田克徳
益田 克徳（ますだ かつのり/こくとく、1852年1月25日（嘉永5年1月5日） - 1903年（明治36年）4月8日）は、幕末期の幕臣で明治期の官吏、実業家、政治家。東京海上保険創立者。幼名は荘作。号は無為庵、非黙。

## 経歴
代々土着与力をもって徳川に仕えた佐渡奉行所の役人・益田鷹之助の次男で、益田孝の弟。佐渡生まれ。
1854年（安政元年）に父が箱館奉行所へ異動となったのに伴って、1855年（安政2年）江戸の親戚の家に出て、1858年（安政5年）に箱館に移る。1859年（安政6年）に父が外国方支配目付役に異動となったため江戸に戻る。慶応年間、英漢学を修め海軍修業生となり榎本武揚・榎本軍に属する。箱館で捕らえられ、江戸に護送され禁固100日に処される。
明治維新後、1869年（明治2年）に高松藩に預けられ、慶應義塾に入り福澤諭吉に学ぶ。卒業後に高松藩の教育掛となる。明治4年（1871年）に山田顕義と欧米を視察し、司法省に出仕して検事となる。明治7年（1874年）に前島密と共に海上保険例を作成する。
その後、民間に下り、沼間守一の嚶鳴社に入って自由民権運動に参加する。1879年（明治12年）東京海上保険会社勤務となり支配人となる。東京米穀取引所、王子製紙、明治生命、石川島造船所、東京帽子の取締役を歴任する。
1889年の東京市会議員選挙に下谷区から立候補して当選した。

## 「克徳」の読み
経済学者の鈴木邦夫は、白崎秀雄が著書『鈍翁・益田孝』のなかで、「『益田克徳』の読みは『こくとく』が正しく、『かつのり』とは読まない」と述べていることを挙げたうえで、この説が流布してしまっているが、実際には「こくとく」は通称で、正式の読みは「かつのり」であるとする。鈴木はその例証として、The Japan Directoryの1896・1897年版に掲載された東京海上保険（支配人は益田克徳）の英文広告にKatsunori Masudaと表記されていることを挙げている。
『益田克徳翁伝』によれば、家族の者は"こくとく"と呼んでいたという。

## 親族
- 兄・益田孝
- 妹・瓜生繁子
- 甥・益田太郎冠者
- 義弟・上田安三郎（三井物産幹部。妻の妹の夫[4]）
- 子・益田達（東京帽子会長）
- 長女・きぬ - 三井物産常務・小田柿捨次郎（1865－1928）[5]の妻[6]
- 二女・しげ - 医師・林曄（山高信離二男で林鶯渓養子）の妻。子に松沢病院院長の林暲。
- 三女・なか - 建築家・平野勇造の妻[7][8]。
- 親戚・小笠原鑅次郎（達の娘の夫の父）
- 妾・福島なみ[9]